# Marvin Assane
 (avril 2022).
Pour les articles homonymes, voir Assane (homonymie).
Marvin Assane, né le 30 juillet 1993 à Amiens, est un footballeur international tchadien évoluant au poste de défenseur central avec le FC Dietikon, en Suisse.

## Biographie

### Formation
Marvin Assane naît le 30 juillet 1993 d'un père tchadien et d’une mère française. Il commence le football à l'âge de 4 ans dans un club du quartier sud d'Amiens avant d'évoluer dans les équipes de jeunes de l'Entente Sportive Harondel, du RC Amiens pendant une année et de l'US Camon pendant trois ans. 
Il s'engage ensuite chez les U19 Nationaux de l'Olympique Saint-Quentin avant d'intégrer le Paris Football Club et de figurer dans l'équipe réserve. Assane part ensuite dans le nord de la France et intègre les équipes de l'Arras FA, de Calais RUFC et de l'AS Marck. Après la relégation de Marck en R1, il est contacté par l'US Camon, également en R1, et bascule de latéral gauche à défenseur grâce à l'entraîneur André « Titi » Buengo. L'amiénois devient même capitaine mais ne peut empêcher la relégation en R2 de son équipe.

### Professionnel et équipe nationale
En 2018, Assane signe avec le FC Ailly-sur-Somme, récemment relégué de N3 et avec l'objectif de remonter directement au niveau national. Le défenseur réalise alors trois entraînements par semaine et confie aller à la salle de musculation tous les jours. L'année suivante, alors joueur du RC La Flèche, il est contacté et sélectionné par l'entraîneur de l'équipe du Tchad de football, Emmanuel Trégoat, et dispute son premier match amical international, au Cameroun, face à l'équipe B camerounaise. Cependant, il est victime d'une double-fracture de la jambe lors de ce même match. 
Marvin Assane joue finalement son premier match international, le 29 mars 2022, face à la Gambie dans le cadre des qualifications pour la Coupe d'Afrique des nations de football 2023, remplaçant Abdelaziz Issa pendant la rencontre. 
En 2020, il s'engage avec l'Unió Esportiva Engordany, évoluant en première division andorrane. 